# Talsperre Bütgenbach
Die Talsperre Bütgenbach mit dem Bütgenbacher See wurde um 1932 errichtet. Ihre Hauptaufgabe ist die Regulierung ihres Hauptzuflusses, der Warche, die in der Nähe zur belgisch-deutschen Grenze bei Losheim entspringt. Die Warche war als einer der unberechenbarsten Flüsse in Belgien bekannt. Zur Regulierung der Warche, aber auch damit die Industrien in Malmedy (Gerbereien und Papierindustrie) immer über genügend Wasser verfügten, wurde die Talsperre Bütgenbach zusammen mit der flussabwärts gelegenen und schon 1929 errichteten Talsperre in Robertville in der Gemeinde Weismes erbaut. Der Betreiber der Talsperre ist das Energieverteilungsunternehmen Engie Electrabel.

## Die Lage
Die Talsperre liegt in der Deutschsprachigen Gemeinschaft (DG) in Belgien im Gebiet der Gemeinden Büllingen und Bütgenbach, zwischen den Dörfern Bütgenbach, Berg und Wirtzfeld. Auf der Seite des Dorfes Bütgenbach, direkt vor der Einfahrt auf die Sperrmauer, kann man noch Mauerreste der ehemaligen Burg Bütgenbach sehen.

## Der Bau
Die Staumauer, eine Pfeilerstaumauer besteht aus 11 Bögen mit einer Spannweite von je 12 Meter, deren horizontale Neigung 40 Grad beträgt. Der Inhalt der Sperrmauer beträgt 28.000 Kubikmeter Beton. An den Enden der Sperrmauer befinden sich zur Verankerung im Felsen zwei Betonmauern. Beim Bau der Mauer musste man aber feststellen, dass der Felsen auf der Berger Seite nicht massiv war, sondern nur aus Schiefergestein bestand, daher wurde zur Befestigung der Mauer an dieser Seite eine Verstärkung nötig, die man beim Überqueren der Mauer auf dem (ehemaligen) Fahrweg noch recht gut sehen kann. Zum Abdichten ist die Mauer mit einem Zementmörtel und einer Asphaltschicht bedeckt.
Der See enthält, wenn er vollständig gefüllt ist, ein Volumen von 11 Millionen Kubikmeter bei einer Fläche von 125 ha. Zur Entleerung dient ein Abflussrohr am unteren Ende der Mauer. Auf der Bütgenbacher Seite befindet sich ebenfalls ein Überlauf.

## Wirtschaftliche Nutzung
Die elektrische Zentrale am Fuße der Anlage ist mit einem einzigen Alternator von 2.300 kVA ausgestattet, der bei einer Drehzahl von 300 Umdrehungen pro Minute eine Spannung von 6 kV erzeugt. Die Zentrale wurde 1933 in Betrieb genommen und produziert, je nach Wassermenge, jährlich zwischen 875.000 kWh und 2.900.000 kWh.

## Touristische Nutzung
Schon seit den fünfziger Jahren bestand ein kleiner Campingplatz am Rande des Bütgenbacher Sees. In den siebziger Jahren wurde der Campingplatz durch den Werbeausschuss Bütgenbach erheblich ausgebaut. Gleichzeitig entstand das Sport- und Freizeitzentrum Worriken.
Auf der Seeseite unterhalb vom Ortsteil Berg bestehen auch Bademöglichkeiten. Für Wanderer wurde der Rundweg 10 km um den See eingerichtet. Zwischen der Bütgenbacher Talsperre und der Talsperre in Robertville ist der Wanderweg Warche - Tour ausgeschildert.
Entlang des Sees führt die RAVeL L45a auf der Trasse der ehemaligen Eisenbahnstrecke Weywertz-Jünkerath.

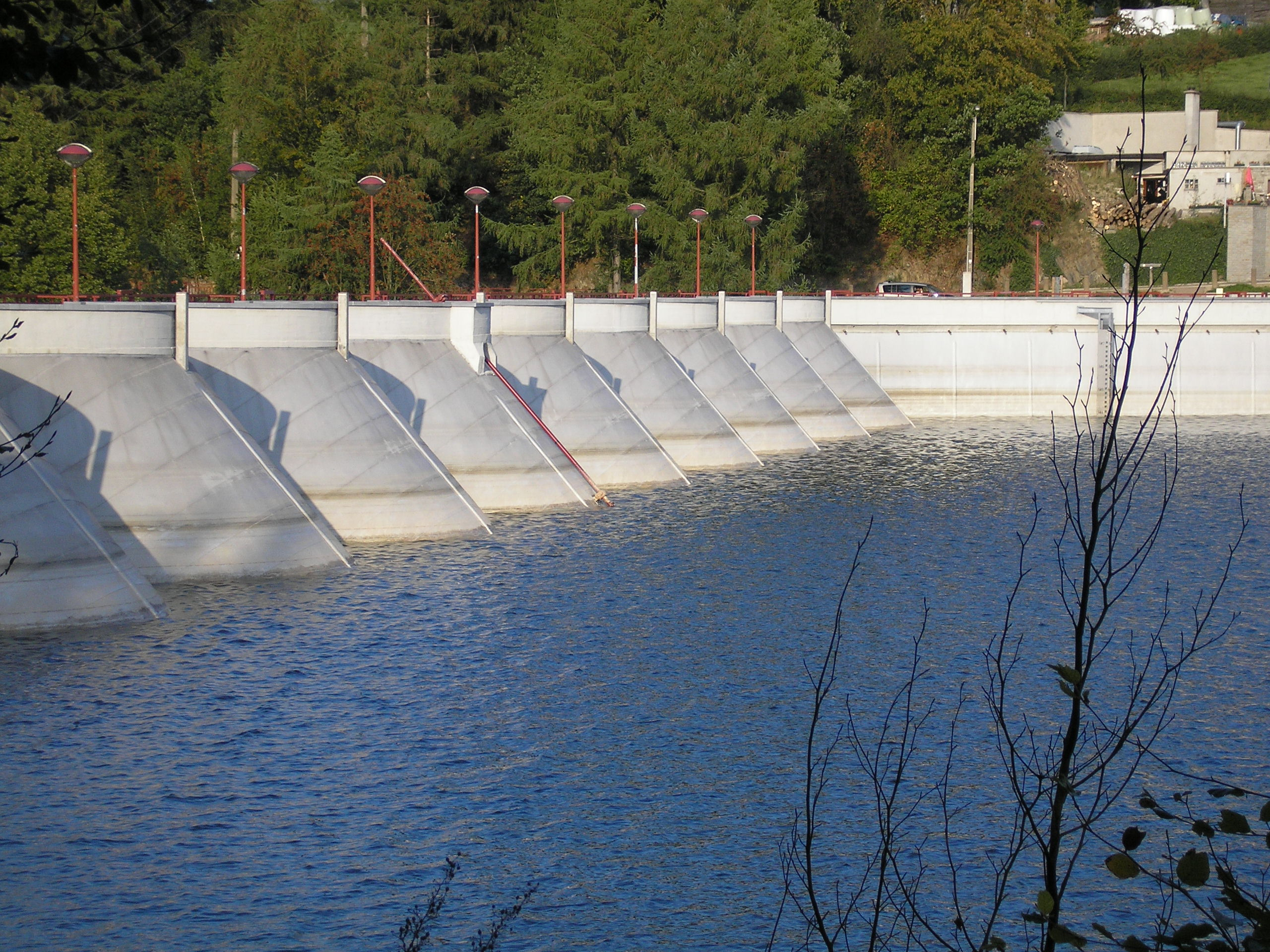
Staumauer Bütgenbacher See
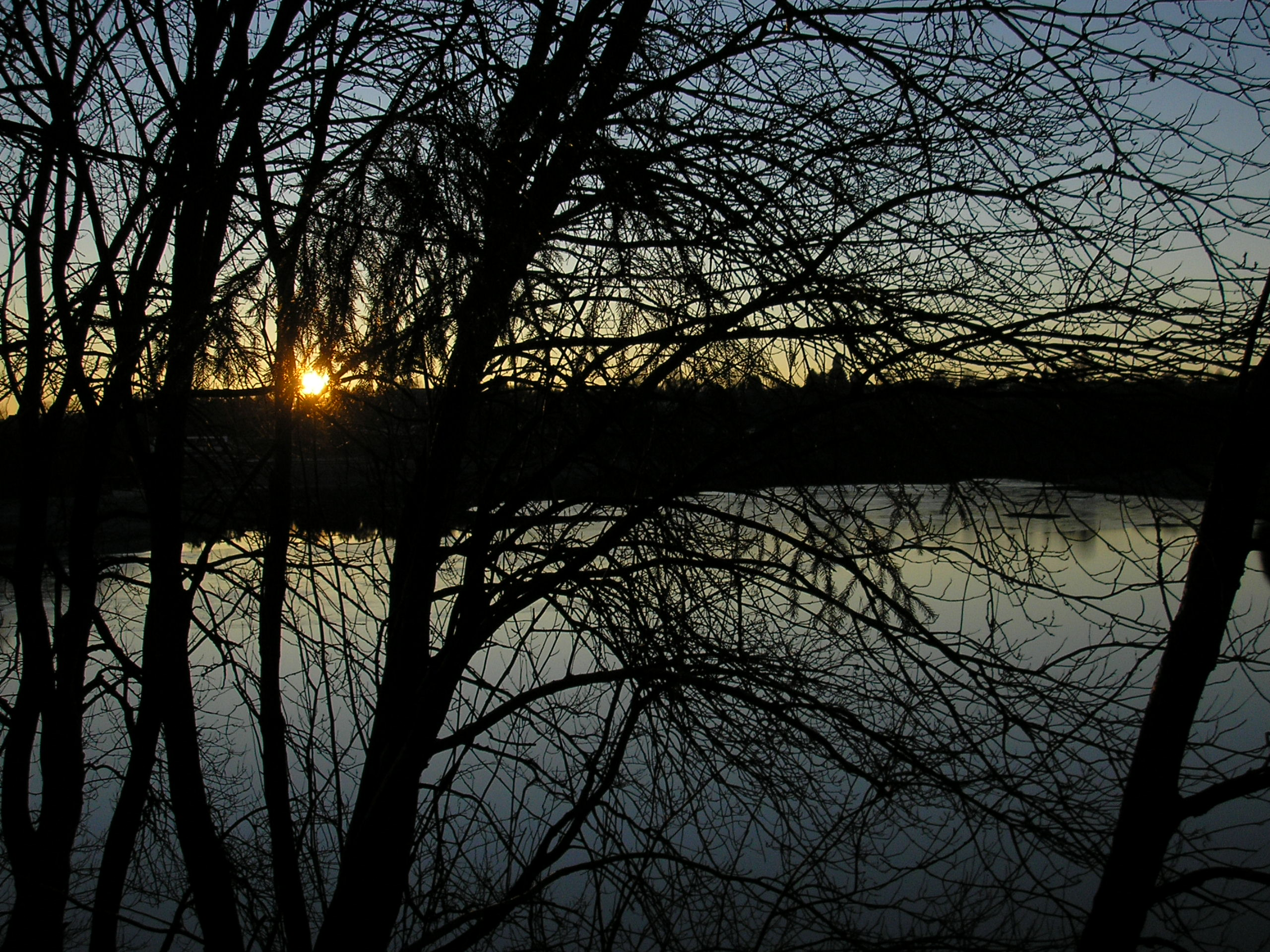
Abend am See
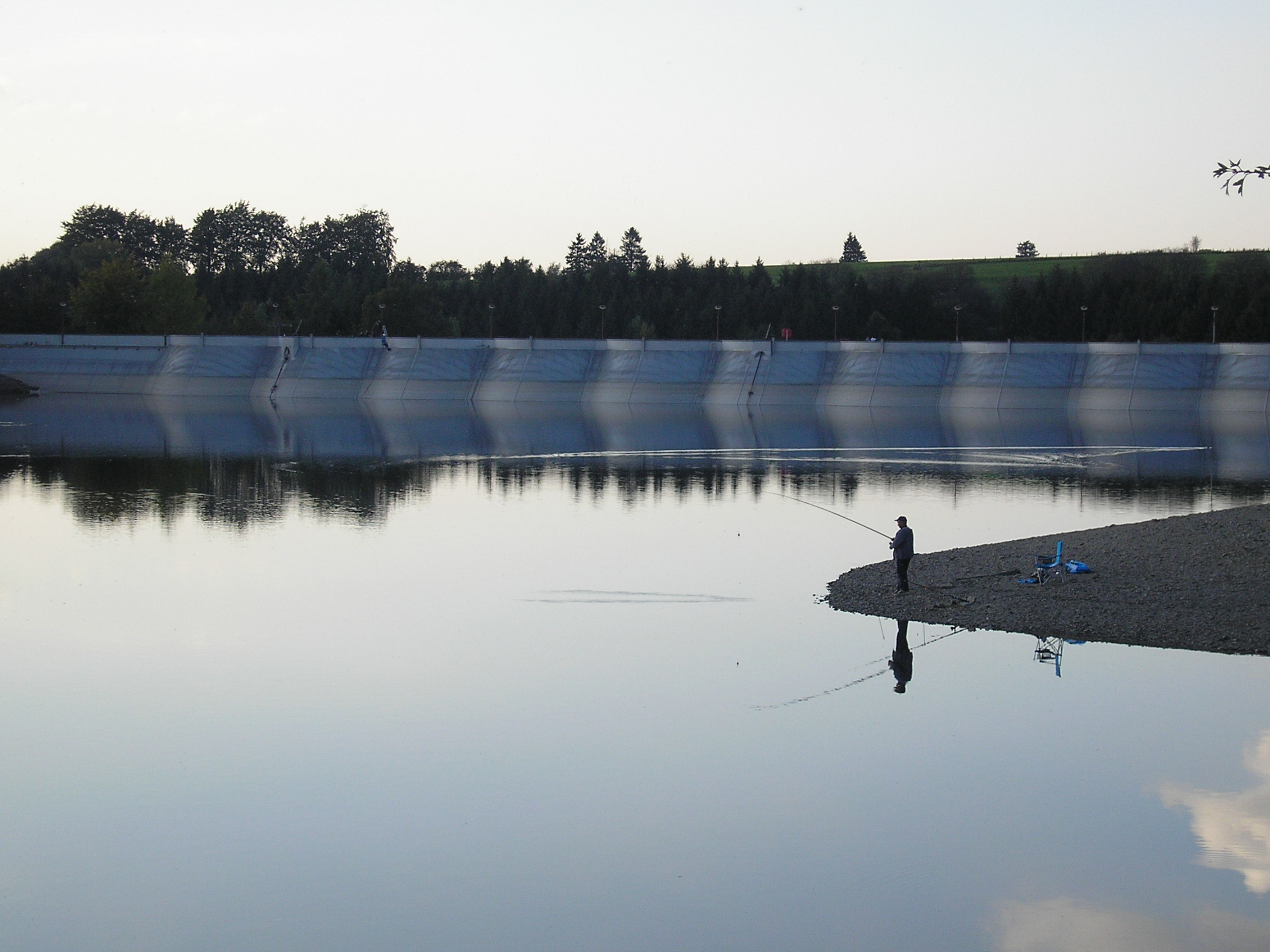
Angler vor der Staumauer
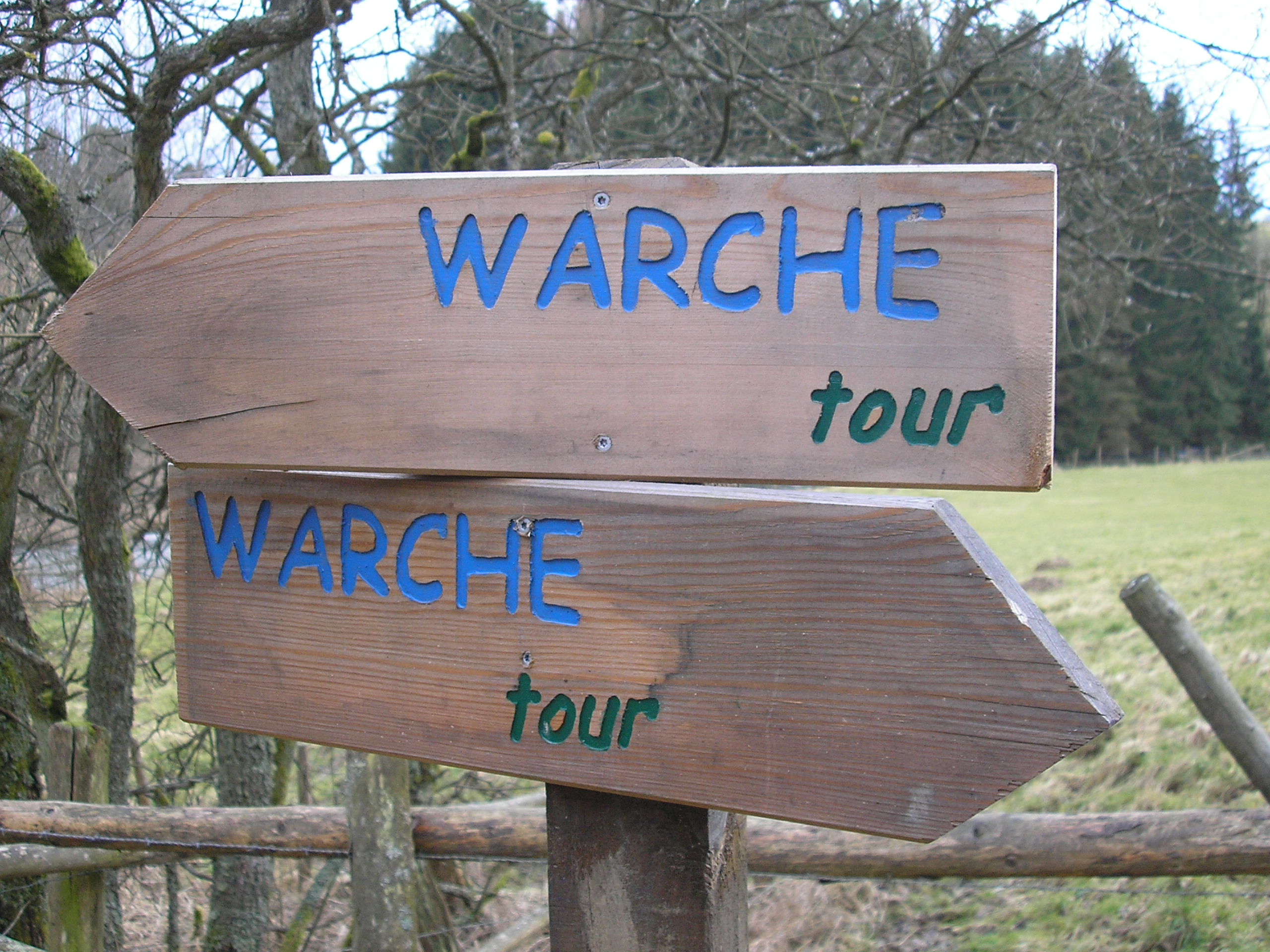
Die Warche - Tour nach Robertville
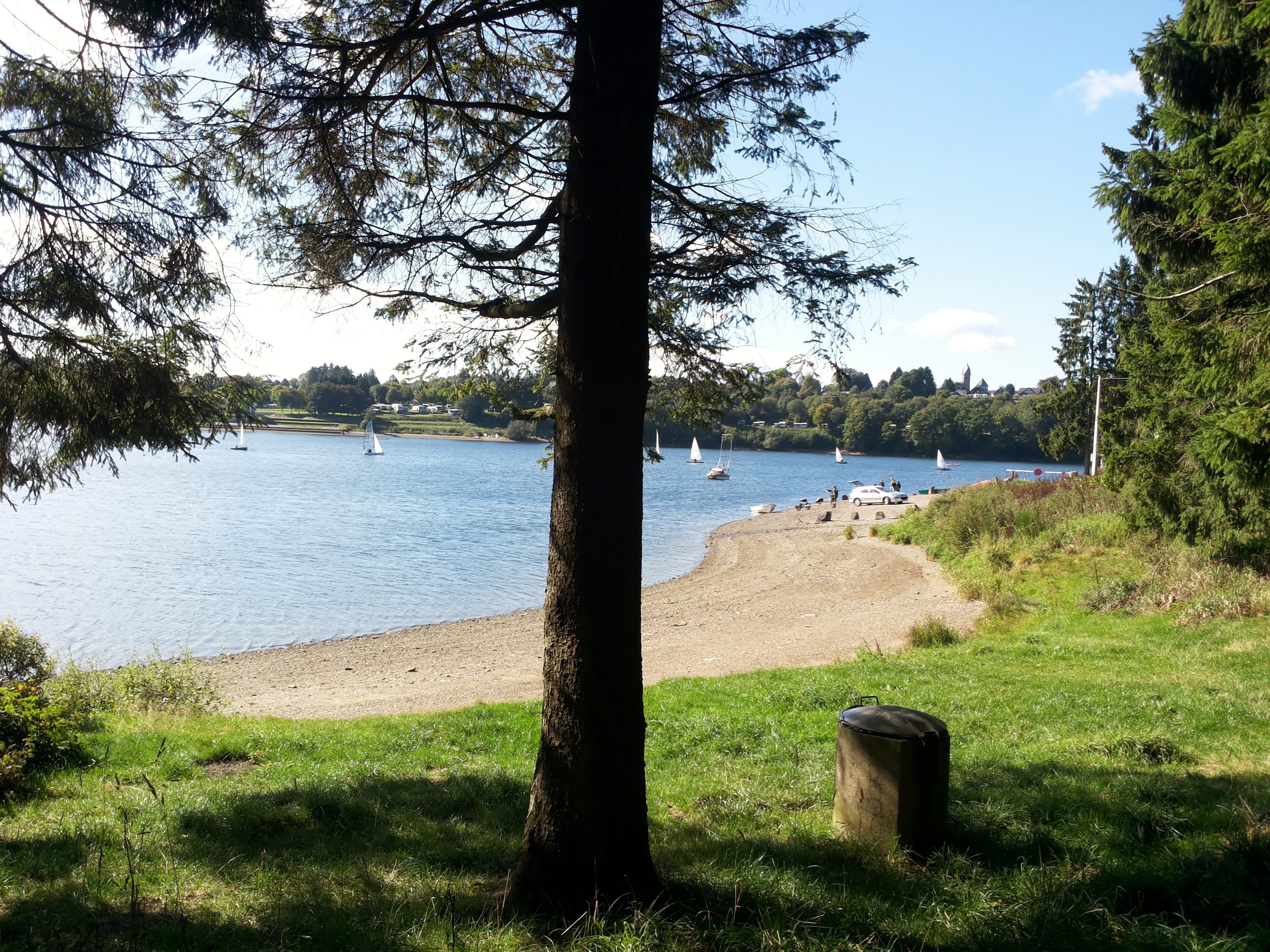
Bütgenbach am Stausee der Warche